# Victoria Club de Fútbol

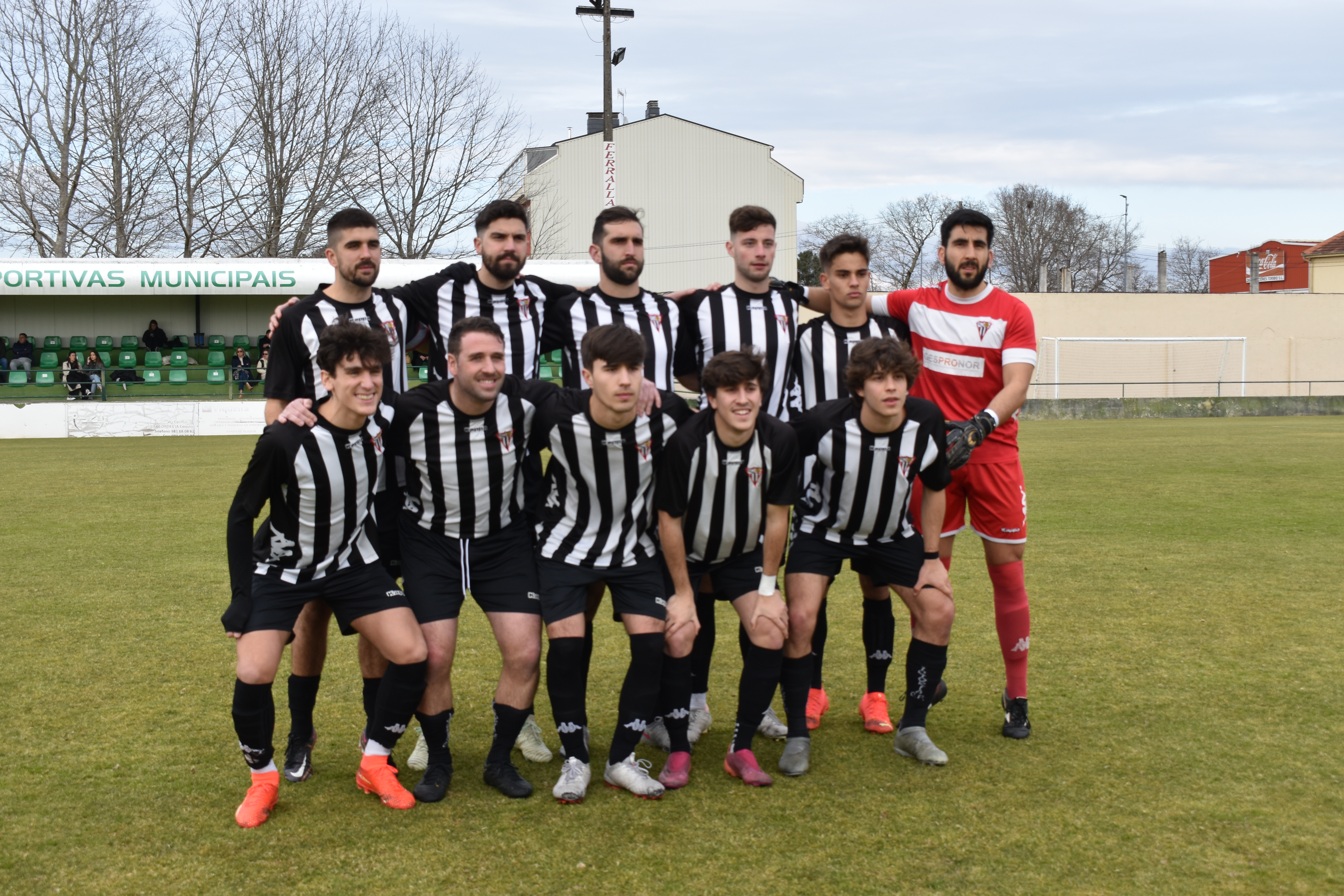
Victoria CF 2022-23.

El Victoria Club de Fútbol es un club de fútbol gallego, fundado en La Coruña en 1943. Compite en el Grupo Norte (subgrupo B) de la Preferente Galicia. 
Juega con equipación de rayas blancas y negras, motivo por el que sus jugadores son llamados "las cebras". El club es conocido por su cantera, la mayor de Galicia con más de 30 equipos, de la que han salido futbolistas como Amancio Amaro, Manín, Jaime Blanco, Moncho Parada, Lucas Pérez, Raúl Carnero o Juan Carlos Real. Cuenta también con conjuntos femeninos, militando el primer equipo en la Tercera Federación Femenina de España, cuarta categoría del fútbol femenino en España.

## Historia
Fue fundado en febrero de 1943 en el barrio coruñés de Santa Lucía, siendo Luis Ríos su primer presidente.
Hizo su presentación el 2 de abril de 1944, dirigido por Hilario Marrero, en un partido amistoso contra el centro deportivo de Santa Lucía, ganando 2-0. En 1955 el club trasladó su sede a Falperra. Ríos presidió la entidad durante 35 años, lo que le convirtió en su momento en el presidente del club de fútbol de España con más antigüedad en el cargo. En 1978 fue sustituido por el exjugador del club, José María Panizo.

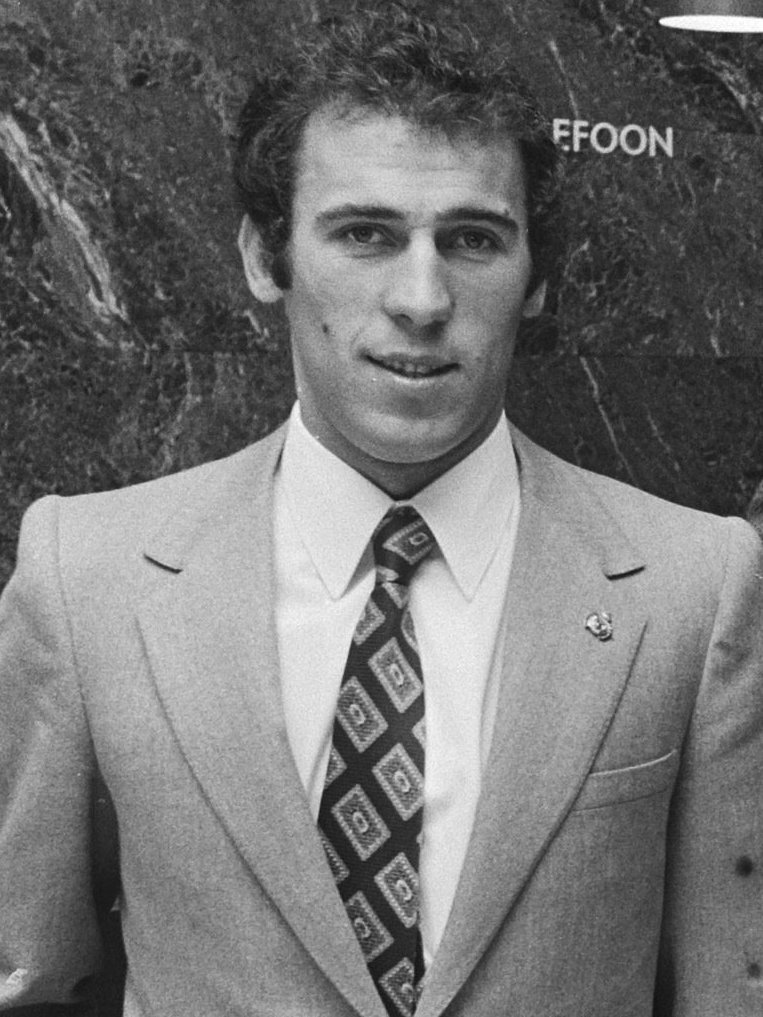
Amancio Amaro, jugador del club en la década de 1950.

Luchó durante casi medio siglo en la modesta liga provincial de La Coruña, alternando entre primera y segunda división. En la temporada 1970/71, el capitán del equipo, Luis Blanco Ventureira, alias Kubala, levantó por primera y única vez en la historia del club el trofeo de Primera División provincial, tras perder por la mínima en el partido decisivo ante el Español Sociedad Deportiva en un abarrotado campo de La Granja. Este resultado le bastó para alzarse con el título por diferencia de goles.  El equipo del Victoria formó en ese encuentro con Goloso, Juan, Quique, Tito, Suso (Cameselle I), Cameselle II, Lete, Pacuchín, Carreras, "Kubala" y Toñito. Entrenó al equipo Juan Miguel Solé, tras la marcha de Luis Precedo, mientras que el delantero Enrique Carreras fue el máximo goleador del campeonato. Dos meses después el equipo se proclamó también campeón gallego de modestos, al derrotar al Juventude de Cambados por 2-0 en la final del Torneo de Campeones.
En la temporada 1992/93 pasó a competir en la Tercera Autonómica de Galicia, en la que luchó durante tres temporadas antes de conseguir el ascenso a Segunda Autonómica de Galicia. Tras 13 temporadas en esa categoría, en la 2008/09 ascendió a Primera Autonómica, y 11 años después consiguió otro ascenso, a Preferente Galicia, con Diego Armando García en el banquillo. En su estreno en la categoría, el equipo acabó tercero de su subgrupo, a sólo dos puntos de las plazas de ascenso que ocuparon el Sofán y el Montañeros.
Ese tercer puesto en la liga les dio acceso a la fase de clasificación para la Copa del Rey 2021/22. Primero disputó una previa territorial con equipos gallegos de los demás subgrupos de la Preferente, quedando incluido en un grupo junto al Dubra y el Santaballés. Empató con el Dubra por 2-2 y venció al Santaballés por 4-0, consiguiendo la primera plaza del grupo y pasando a la última ronda ante el Juventud de Cambados. En el partido, disputado en el Estadio García Hermanos del Betanzos, el equipo del Cambados empezó ganando, pero Edu igualó y finalmente el Victoria CF logró imponerse en la ronda de penaltis. De esta manera accedió a la fase interterritorial previa, en la que formó pareja con el Club Deportivo Hernani en busca de un puesto en la fase final de la Copa del Rey. El histórico encuentro, disputado el 17 de noviembre de 2021 en el campo municipal de fútbol Rodrigo García Vizoso, acabó con victoria coruñesa después de que Iago Pérez anotara el único gol del partido y
que el portero Jano paró un penalti en los minutos finales.
En el sorteo se enfrentó al Villarreal, vigente campeón de la Europa League y participante de la Champions League. El partido se jugó en el estadio municipal de Riazor, ante unos 5000 espectadores, y el Villarreal saltó al terreno de juego con varios jugadores internacionales o que habían sido internacionales en el pasado, como Mario Gaspar, Paco Alcácer, Mandi, Estupiñán, Chukwueze, Alberto Moreno o Gerard Moreno. El Victoria resistió los ataques amarillos durante un cuarto de hora gracias a las paradas de Jano, pero acabó encajando ocho goles.

## Datos del club

### Historial en la liga
| Temporada | Categoría    | Puesto |
| --------- | ------------ | ------ |
| 1944/45   | 2.ª Modestos | 12.º   |
| 1945/46   | 2.ª Modestos | 8.º    |
| 1946/47   | 2.ª Modestos | 3.º    |
| 1947/48   | 2.ª Modestos | 2.º    |
| 1948/49   | 1.ª Modestos | 3.º    |
| 1949/50   | 1.ª Modestos | 4.º    |
| 1950/51   | 1.ª Modestos | 8.º    |
| 1951/52   | 1.ª Modestos | 5.º    |
| 1952/53   | 1.ª Modestos | 10.º   |
| 1953/54   | 2.ª Modestos | 2.º    |
| 1954/55   | 1.ª Modestos | 9.º    |
| 1955/56   | 2.ª Modestos | 8.º    |
| 1956/57   | 2.ª Modestos | 11.º   |
| 1957/58   | 2.ª Modestos | 1.º    |
| 1958/59   | 1.ª Modestos | 10.º   |
| 1959/60   | 2.ª Modestos | 5.º    |
| 1960/61   | 2.ª Modestos | 4.º    |
| 1961/62   | 2.ª Modestos | 4.º    |
| 1962/63   | 2.ª Modestos | 7.º    |
| 1963/64   | 2.ª Modestos | 4.º    |
| 1964/65   | 2.ª Modestos | 6.º    |

| Temporada | Categoría    | Puesto |
| --------- | ------------ | ------ |
| 1965/66   | 2.ª Modestos | 6.º    |
| 1966/67   | 2.ª Modestos | 1.º    |
| 1967/68   | 1.ª Modestos | 10.º   |
| 1968/69   | 2.ª Modestos | 1.º    |
| 1969/70   | 1.ª Modestos | 8.º    |
| 1970/71   | 1.ª Modestos | 1.º    |
| 1971/72   | 1.ª Modestos | 3.º    |
| 1972/73   | 1.ª Modestos | 4.º    |
| 1973/74   | 1.ª Modestos | 7.º    |
| 1974/75   | 1.ª Modestos | 8.º    |
| 1975/76   | 1.ª Modestos | 5.º    |
| 1976/77   | 1.ª Modestos | 11.º   |
| 1977/78   | 2.ª Modestos | 1.º    |
| 1978/79   | 1.ª Modestos | ?      |
| 1979/80   | 1.ª Modestos | ?      |
| 1980/81   | 1.ª Modestos | 10.º   |
| 1981/82   | 1.ª Modestos | ?      |
| 1982/83   | 1.ª Modestos | ?      |
| 1983/84   | 1.ª Modestos | 12.º   |
| 1984/85   | 1.ª Modestos | 11.º   |
| 1985/86   | 1.ª Modestos | ?      |

| Temporada | Categoría    | Puesto |
| --------- | ------------ | ------ |
| 1986/87   | 2.ª Modestos | 3.º    |
| 1987/88   | 1.ª Modestos | ?      |
| 1988/89   | 1.ª Modestos | 9.º    |
| 1989/90   | 1.ª Modestos | ?      |
| 1990/91   | 2.ª Modestos | 4      |
| 1991/92   | 1.ª Modestos | ?      |
| 1992/93   | 1.ª Modestos | ?      |
| 1993/94   | 3.ª Galicia  | 8.º    |
| 1994/95   | 3.ª Galicia  | 3.º    |
| 1995/96   | 3.ª Galicia  | 1.º    |
| 1996/97   | 2.ª Galicia  | 6.º    |
| 1997/98   | 2.ª Galicia  | 5.º    |
| 1998/99   | 2.ª Galicia  | 11.º   |
| 1999/00   | 2.ª Galicia  | 9.º    |
| 2000/01   | 2.ª Galicia  | 6.º    |
| 2001/02   | 2.ª Galicia  | 7.º    |
| 2002/03   | 2.ª Galicia  | 2.º    |
| 2003/04   | 2.ª Galicia  | 2.º    |
| 2004/05   | 2.ª Galicia  | 7.º    |
| 2005/06   | 2.ª Galicia  | 2.º    |
| 2006/07   | 2.ª Galicia  | 2.º    |

| Temporada | Categoría   | Puesto |
| --------- | ----------- | ------ |
| 2007/08   | 2.ª Galicia | 4.º    |
| 2008/09   | 2.ª Galicia | 2.º    |
| 2009/10   | 1.ª Galicia | 7.º    |
| 2010/11   | 1.ª Galicia | 9.º    |
| 2011/12   | 1.ª Galicia | 15.º   |
| 2012/13   | 1.ª Galicia | 7.º    |
| 2013/14   | 1.ª Galicia | 2.º    |
| 2014/15   | 1.ª Galicia | 3.º    |
| 2015/16   | 1.ª Galicia | 7.º    |
| 2016/17   | 1.ª Galicia | 5.º    |
| 2017/18   | 1.ª Galicia | 3.º    |
| 2018/19   | 1.ª Galicia | 2.º    |
| 2019/20   | 1.ª Galicia | 6.º    |
| 2020/21   | Preferente  | 3.º    |
| 2021/22   | Preferente  |        |